# 竹内泰宏
竹内 泰宏（たけうち やすひろ、1930年10月12日 - 1997年11月13日）は、日本の作家、文芸評論家。

## 人物・来歴
東京生まれ。本名・泰郎（やすお）。東京大学卒。妻は詩人の高良留美子。1962年「見張り」で文藝賞優秀作。1967年『希望の砦』で河出長編小説賞受賞。新日本文学会、アジア・アフリカ作家会議の活動に参加し、第三世界文学の翻訳や評論を行った。野間宏、小田実らと親交があった。

## 著書
- 『視点と非存在 20世紀文学批判』現代思潮社 1962
- 『希望の砦』河出書房新社 (河出・書き下ろし長篇小説叢書) 1968
- 『想像的空間』せりか書房 1968
- 『境界線の文学論』河出書房新社 1970
- 『アジアのなかの日本文学』筑摩書房 1974
- 『人間の土地』河出書房新社 1976
- 『第三世界への想像力 現代文学はどこへ行くか』現代書林 1980.4
- 『アジア・アフリカの文学と心』第三文明社 (レグルス文庫) 1980
- 『少年たちの戦争』河出書房新社 1991.7
- 『第三世界の文学への招待 アフリカ・アラブ・アジアの文学・文化』御茶の水書房 1991.11

### 翻訳
- マジシ・クネーネ『太陽と生の荒廃から アフリカ共同体の詩と文学』高良留美子共編訳 アンヴィエル 1980.12
- マジシ・クネーネ『アフリカ創世の神話 女性に捧げるズールーの讃歌』くぼたのぞみ共訳 人文書院 1992.5

## 参考
- 執筆した作品・評論の全記録(リスト)は高良留美子資料室ウェブサイトに掲載
- 文藝年鑑1975
- 読売新聞死亡記事